# Hidden
Pour les articles homonymes, voir Hidden (homonymie).
Série Hidden
Hidden 2
(1994)
Pour plus de détails, voir Fiche technique et Distribution.
Hidden (The Hidden) est un film américain réalisé par Jack Sholder, sorti en 1987.

## Synopsis
Un flic de Los Angeles, Tom Beck (Michael Nouri), à qui il est adjoint contre son gré un mystérieux agent du FBI, Lloyd Gallagher (Kyle MacLachlan), enquête sur une série de crimes commis par d'honnêtes citoyens se tournant du jour au lendemain vers le mal.

## Fiche technique
- Titre : Hidden
- Titre original : The Hidden
- Réalisation : Jack Sholder
- Scénario : Jim Kouf
- Musique : Michael Convertino
- Photographie : Jacques Haitkin
- Montage : Michael N. Knue et Maureen O'Connell
- Décors : C.J. Strawn et Mick Strawn
- Costumes : Malissa Daniel
- Production : Stephen Diener, Dennis Harris, Jeffrey Klein, Michael L. Meltzer, Lee Muhl, Gerald T. Olson et Robert Shaye
- Sociétés de production : Heron Communications et New Line Cinema
- Pays d'origine : États-Unis
- Format : Couleurs - 1,85:1 - Mono - 35 mm
- Genre : Action, horreur, science-fiction
- Durée : 96 minutes
- Dates de sortie : 20 octobre 1987 (États-Unis), 23 mars 1988 (France)
- Film interdit aux moins de 13 ans lors de sa sortie en France

## Distribution
- Kyle MacLachlan : Lloyd Gallagher / Alhague
- Michael Nouri (VF : Jean-Louis Faure) : Tom Beck
- Claudia Christian : Brenda Lee Van Buren
- Clarence Felder (en) : le lieutenant John Masterson
- Clu Gulager : le lieutenant Ed Flynn
- Ed O'Ross (VF : Richard Leblond) : Cliff Willis
- William Boyett : Jonathan Miller
- Richard Brooks : Sanchez
- Larry Cedar : Brem
- Katherine Cannon : Barbara Beck
- John McCann : le sénateur Holt
- Chris Mulkey : Jack DeVries
- Lin Shaye : Carol Miller
- James Luisi : Ferrari Salesman
- Frank Renzulli : Michael Buckley
- Branscombe Richmond : Le premier policier qu'abat Masterson
- Danny Trejo : Le prisonnier

## Production
- Le tournage s'est déroulé à New York et Los Angeles.

## Bande originale
Sauf indication contraire, les informations mentionnées dans cette section peuvent être confirmées par la base de données cinématographiques IMDb,  présente dans la section « Liens externes ».
- Hidden par The Truth (en).
- Black Girl White Girl par The Lords of the New Church.
- Is There Anybody in There? (en) par Hunters & Collectors.
- Say Goodbye (en) par Hunters & Collectors.
- On Your Feet par Shok Paris.
- Going Down Fighting par Shok Paris.
- Weapons of Love par The Truth (en).
- Still in Hollywood par Concrete Blonde.
- Your Haunted Head par Concrete Blonde.
- While the Going's Good par Twin Set & the Pearls.
- You Make Me Feel So Young par Brian Gunboty.
- Out of Control (In My Car) par ULI.
- Bad Girl par Mendy Lee.
- Over Your Shoulder par Concrete Blonde.

## Accueil

### Accueil critique
Le film a reçu un accueil critique favorable, recueillant 77 % de critiques positives, avec une note moyenne de 6,9/10 et sur la base de 26 critiques collectées, sur le site agrégateur de critiques Rotten Tomatoes.

### Box-office
Le film a connu un succès commercial modéré, rapportant environ 9 747 000 $ au box-office en Amérique du Nord pour un budget de 5 000 000 $. En France, il a réalisé 670 213 entrées.

## Distinctions
- Prix du Jury de la critique internationale et prix du meilleur acteur pour Michael Nouri, lors du Festival international du film de Catalogne en 1987.
- Nomination au prix du meilleur film de science-fiction, meilleur réalisateur, meilleur scénario et meilleur acteur pour Michael Nouri, par l'Académie des films de science-fiction, fantastique et horreur en 1988.
- Grand Prix, lors du Festival international du film fantastique d'Avoriaz 1988.
- Prix du meilleur réalisateur et nomination au prix du meilleur film, lors du festival Fantasporto en 1988.

## Autour du film

### Suite
Une suite, Hidden 2 (1994), est réalisée par Seth Pinsker, tandis qu'un remake, The Seed (2008), est réalisé par Rock Shaink Jr..

### Éditions en vidéo
À ce jour, le film est sorti sous deux éditions en zone 2 française chez Metropolitan Vidéo :
- le 12 juillet 2005 dans un coffret 2 DVD Keep Case avec Hidden 2. Le ratio présent est en 1.85:1 16/9 en français 5.1 et 2.0, et en anglais 5.1 avec sous-titres français. En suppléments : le commentaire audio de Jack Sholder et Tim Hunter ; un making of en version originale sous-titrée de 29 minutes ; filmographie des acteurs ; bande-annonce en VOST et bandes-annonces de l'éditeur[4]
- Le 24 juin 2016 dans un DVD Keep Case avec le même contenu et les mêmes bonus. Les caractéristiques techniques sont identiques[5].